# Blackenday
Blackenday è il settimo album della band progressive metal Eldritch; è stato composto nel 2007 e vede la partecipazione di importanti guest nel brano Broken Road come Ray Alder e Nicolas Van Dyk.

## Tracce
1. Silent Flame – 4:47
2. The Deep Sleep – 3:23
3. The Blackened Day – 4:47
4. Why? – 3:38
5. Black Rain – 3:29
6. Broken Road – 4:53
7. Rumors – 5:29
8. Frozen – 4:28
9. The Child That Never Smiles – 3:23
10. The Fire – 3:48
11. Shallow Water Flood – 4:32
12. Never Dawn – 4:20

## Formazione
- Terence Holler - voce
- Eugene Simone - chitarra
- Rob Peck Proietti - chitarra
- John Crystal - basso
- Dave Simeone - batteria